# Parteihochschule „Karl Marx“
Die Parteihochschule „Karl Marx“ (PHS) war eine 1946 in der Sowjetischen Besatzungszone (SBZ) gegründete Hochschule, die dem Zentralkomitee der SED unterstellt war. Der Betrieb wurde am 30. Juni 1990 eingestellt.

## Geschichte

### Sitz
Der Sitz der PHS befand sich zunächst in Liebenwalde, seit 1948 in der Neuen Hakeburg in Kleinmachnow und ab 1955 in Berlin-Mitte in der Rungestraße, im Haus am Köllnischen Park. Im Jahr 1971 erhielt der Gebäudekomplex einen Anbau entlang der Straße Am Köllnischen Park, der vor allem für größere Veranstaltungen genutzt wurde. Um 1980 wurden einzelne Lehrstühle nach Kleinmachnow ausgelagert.

### Rolle in der DDR
Die PHS war die höchste Bildungsstätte der Sozialistischen Einheitspartei Deutschlands, nachgeordnete Einrichtungen zur Schulung der Mitgliedschaft waren die Bezirksparteischulen (BPS) und Kreisparteischulen (KPS). Alternativ konnte auch an der Parteihochschule der KPdSU in Moskau studiert werden.
Das Ausbildungsziel der PHS wurde wie folgt formuliert: „Heranbildung qualifizierter Kader in Verbindung mit theoretischer Forschungsarbeit und Herstellung von Schulungs- und anderen Materialien nach den Weisungen des Zentralsekretariats“. Die Parteihochschule war eine staatliche Hochschule mit einer Eintragung in das Hochschulregister der DDR, die auch das Promotions- und Habilitationsrecht besaß.
Die Hochschule war anfangs den für die Abteilung Propaganda des ZK der SED zuständigen ZK-Sekretären unterstellt, ab 1983 war sie auf Wunsch von Rektorin Hanna Wolf dem für Kultur zuständigen ZK-Sekretär Kurt Hager unterstellt, der als Chefideologe der DDR nach Ulbrichts Entmachtung und der Machtübernahme durch Erich Honecker galt. Hager unterrichtete auch selbst an der Parteihochschule.

### Entwicklung
Im ersten Jahr des Bestehens, von 1946 bis Ende 1947, fanden sechsmonatige Lehrgänge statt. Im Jahr 1947 wurde die allgemein politisch-ideologische Ausbildung auf Zweijahreslehrgänge für jüngere SED-Mitglieder und -Funktionäre ausgedehnt. Ältere, oft relativ einflussreiche Funktionäre, die für neue Aufgaben weitergebildet wurden, besuchten Halbjahreskurse. Um den Bedürfnissen der gewachsenen Zahl von Schülern und Lehrern gerecht zu werden, erfolgte 1948/1949 nach Plänen der Architekten Selman Selmanagić, Falkenberg und Hirsche ein umfangreicher Ausbau von Innenräumen. Drei Viertel aller Kursanten kamen aus der SBZ bzw. der DDR, die übrigen waren Funktionäre der KPD aus den westlichen Besatzungszonen, die hier häufig unter anderen Namen studierten. 
In späteren Jahren delegierten die betrieblichen oder Wohnparteiorganisationen Parteimitglieder zum Einjahres- oder Dreijahresstudium. Das Direkt- oder das Fernstudium führten zum Abschluss als Diplom-Gesellschaftswissenschaftler.

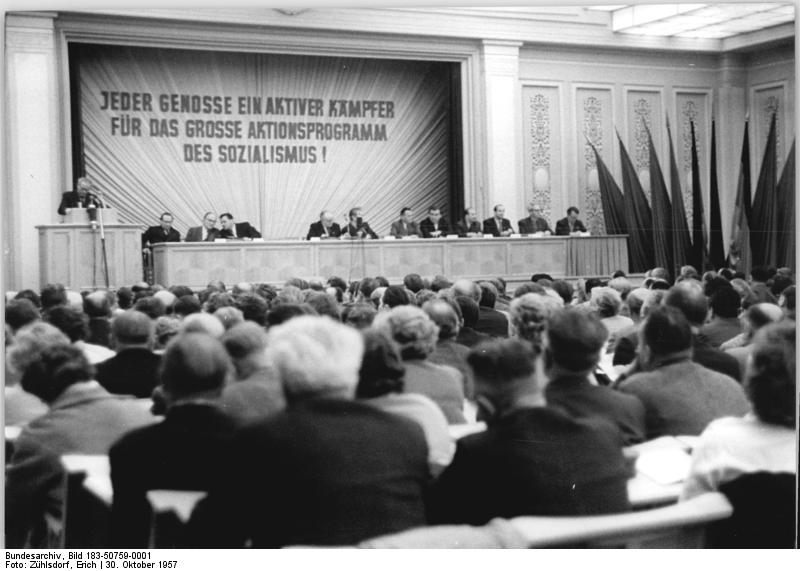
Tagung im Haus am Köllnischen Park anno 1957

### Absolventen
Etwa 25.000 SED-Mitglieder absolvierten Lehrgänge und Kurse. Zusätzlich studierten 2000 Personen befreundeter Parteien und linker Organisationen aus 67 Ländern am 1963 gegründeten Thälmann-Institut (Institut für Ausländerstudium).

### Auflösung
Nach dem Ende der SED-Diktatur in der DDR erfolgte im Sommer 1990 die Liquidation der Hochschule, die Entlassung der 150 Professoren, Dozenten und Assistenten, der verbliebenen Studenten und der etwa 300 sonstigen Mitarbeiter.

### Volksmund
Im Volksmund wurde die Parteihochschule als „Rotes Kloster“ oder als „Wolfsschlucht“ in Anspielung auf die langjährige Direktorin Hanna Wolf (1950 bis 1983) bezeichnet.

## Lehrstühle
- Geschichte der KPdSU
- Politische Ökonomie des Sozialismus
- Politische Ökonomie des Kapitalismus
- Lehre von der marxistisch-leninistischen Partei, dem Parteileben und dem Parteiaufbau
- Ökonomik der Industrie
- Agrarpolitik und Agrarökonomie
- Kulturpolitik der SED
- Marxistische Philosophie

## Direktoren
- 1946–1947 (paritätisch KPD/SPD): Willi Kropp und Carl Bose
- 1947–1950 (paritätisch KPD/SPD): Rudolf Lindau und Paul Lenzner
- 1950–1983: Hanna Wolf
- 1983–1989: Kurt Tiedke
- 1989–1990: Götz Dieckmann

## Absolventen (Auswahl)
- Rolf Kutzmutz (Die Linke)
- Kurt Liebknecht
- Artur Maul, (SED)[7]
- Herbert Mies (DKP)
- Petra Pau (Die Linke)
- Richard Sperl, Marx-Engels-Forscher
- Rudolf Röhrer, Journalist
- Hermann Weber, Historiker